# Ayushiridara
Ayushiridara eller Biligtü Khan eller Kejsar Hexiao, död 1378, var khan över den mongoliska Norra Yuandynastin. Han regerade från 1370 till 1378 och fick de postuma titlarna Zhaozong och Biligtü.

## Biografi
Ayushiridara tillträdde 1370 som khan för Norra Yuandynastin efter att hans far Toghon Temür avlidit. Ayushiridara styrde sitt hov efter kinesisk modell t.ex. med titlar och regeringsperioder. Kina styrdes sedan 1368 av Mingdynastin. När Ayushiridara precis kommit till makten anföll Mingdynastin Norra Yuandynastins säte i Yingchang (应昌) (vid västra stranden Dalai Nur i Heshigten i Inre Mongoliet). Ayushiridara tvingades lämna Yingchang och flyttade hovet till klassiska Karakorum där han utropade sig som Kejsar Hexiao 1371. Ayushiridara, och hans ättlingar, hävdad sin rätt till Kina. Ayushiridara gjorde flera militära räder mot dess gränser med intentionen att återta makten.
1372 anföll Mingdynastin med totalt 150 000 man på tre fronter mot mongolerna och dess huvudstad Karakorum. Ayushiridara lyckades genomförde ett framgångsrikt motanfall och Mingdynastin led ett stort nederlag. Nederlaget förändrade Mingdynastins militära strategi och de började bygga upp ett gränsförsvar med garnisoner.
Ayushiridara efterträddes efter sin död 1378 av sin yngre bror Toghus Temür.

## Regeringsperioder
- Xuangguang (宣光) 1371–1378[1][3]